# Adolf von Winterfeld
Adolf Wilhelm Ernst von Winterfeld (né le 9 décembre 1824 à Alt Ruppin et mort le 8 novembre 1889 à Berlin) est un officier militaire prussien, écrivain et traducteur.

## Biographie
Adolf von Winterfeld est le fils d'un chef forestier, mais se lance très tôt dans une carrière militaire (1836). En 1844, il devient officier et à partir de 1850, il étudie à l'Académie de guerre de Berlin, où il étudie entre autres les langues et la littérature modernes. Après avoir obtenu son diplôme, il travaille comme écrivain et traducteur indépendant, voyageant beaucoup et accordant notamment beaucoup de temps à l'Europe du Nord. Au début, il se limite à des récits de garnison et de manœuvres, auxquels s'ajoutent plus tard des humoresques et des romans. En 1859, son "Geschichte des ritterlichen Ordens St. Johannis vom Spital zu Jerusalem" est publiée, ce qui lui vaut beaucoup de reconnaissance et de récompenses. En 1861, il est nommé chambellan.
Il reçoit la médaille d'or de l'Académie suédoise pour sa traduction des poèmes de Carl Michael Bellman (intitulé Der schwedische Anakreon, 1856). Pour la première fois, il traduit en allemand des œuvres du poète national suédois et traduit 38 épîtres et 32 chansons.
Son propre travail comprend plus de 100 titres.

## Œuvres (sélection)
- Geschichte des Ritterlichen Ordens St. Johannis vom Spital zu Jerusalem. Mit besonderer Berücksichtigung der Ballei Brandenburg oder des Herrenmeisterthums Sonnenburg. Martin Berendt, Berlin 1859. (Digitalisat) (Digitalisat)
- Nur Spekulanten. Lustspiel. Kolbe, Berlin 1860 (Digitalisat)
- Das Urtheil der Welt. Lustspiel in vier Akten. Hayn, Berlin 1860. (Digitalisat)
- Geheimnisse einer kleinen Stadt. Komischer Roman. Herschel, Berlin 1863. (Band 1), (Band 2)
- Der Lieutenant Falstaff und wie es ihm bei den Damen erging. Soldaten-Humoreske. Gerschel, Berlin 1863, (Digitalisat)
- Humoristische Soldaten-Novellen für Sopha und Wachtstube. Behr, Berlin 1865. (Digitalisat Band 1), (Band 2), (Band 3), (Band 4), (Band 5), (Band 6), (Band 7), (Band 8), (Band 9), (Band 10)
- Schnurren. (10 Bände)
- Die Unzertrennlichen. Komischer Roman. 4 Volumes. Costenoble, Jena 1875. (Digitalisat Band 1), (Band 2), (Band 3), (Band 4)
- Die Ehefabrikanten. Komisch-Socialer Roman. 4 Bände. Günther, Leipzig 1866. (Digitalisat Band 1), (Band 2), (Band 3), (Band 4)
- Onkel Sündenbock. Humoristischer Roman. 3 Bände. Costenoble, Iéna 1873. (Digitalisat Band 1), (Band 2), (Band 3)
- Humoresken für Sopha und Eisenbahn-Coupé. 6 Bände. Behr, Berlin 1868–1873. (Digitalisat Band 1), (Band 2). (Band 4), (Band 5), (Band 6)
- Abenteuer des Lieutenant Puhlmann. Soldaten-Humoreske. Behr, Berlin 1865. (Digitalisat)
- Alte Zeit oder Die vier Töchter des Rittmeister Schimmelmann.
- Schwarze Menschenbrüder. 1876, (Band 1), (Band 2), (Band 3), (Band 4)